# ثيودور تينسلي
ثيودور تينسلي (بالإنجليزية: Theodore Tinsley)‏ (27 أكتوبر 1894 - 3 مارس 1979)؛ روائي أمريكي.